# Kljunov ribnik
Kljunov ribnik je najmanjše Pivško presihajoče jezero, saj prekriva le 784 m². Leži jugozahodno od doline Mali dol, le nekaj deset metrov stran od reke Pivke. Najvišji vodostaj doseže hitro in skoraj vsakič, ko je jezero vidno, saj se nato voda začne v potoku izlivati v Pivko, zato sta tudi povprečni in najvišji vodostaj enaka. V preteklosti so tu zvrtali tri vrtine, da bi raziskovali nivo podtalnice. Preden so jih zamašili je skozi njih voda bruha na površje, ob najvišjih vodostajih celo en meter visoko. Ime "ribnik" zanj ni najbolj primerno, saj ribe ne plavajo v njem, ker poleti presahne. Domačini pravijo, da je ime dobilo po človeških ribicah, ki jih kar pogosto izbruhne z vodo. V dolino vodita dva kolovoza, eden v zgornji del (Mali dol) ter eden v spodnji del, kjer se nahaja jezero.

## Vodostaj
Leži v plitvi kotanji, zato iz Kljunovega ribnika kmalu po nastanku že začne odtekati voda v Pivko (549,8 m) in zaradi tega se o nekih velikih razlikah v obsegu jezera ne more govoriti. Je pa v njegovi okolici veliko izvirov, ki se pojavljajo ob različnih vodostajih Pivke. Najprej se pojavi jezerce v glavni kotanji. Ob redni večji fazi ojezeritve so aktivni že vsi glavni izviri, ob velikih pa ojezeritvah se jezero poveča proti izvirom sredinskega in južnega potoka, ti so z njim povezani z plitvo vodo. Ob zelo velikih ojezeritvah pa voda tudi mezi iz tal v višjem delu doline (Mali dol) ter odteka v jezero. Voda tudi izvira iz višje vrtine. Voda mezi iz tal tudi na južnem delu nižjega dela kotanje.

### Vrtine
Pred več leti so tu izvrtali tri vrtine za raziskovanje nivojev podzemne vode. Dve, s premerom 17,5 cm in 7,5 cm, ležita zahodno od potoka iz Kljunovega ribnika, na pobočju kotanje. Obe vrtini sta bruhali vodo, večja tudi do metra v zrak, dokler ju niso v jeseni 2009 zamašili. Velika vrtina ima 15 cm visok betonski podstavek,tega pa obdaja ozka betonska plošča. Malo vrtino prav tako obdaja betonski podstavek, ki pa je pokrit s prstjo. Trtja vrtina leži v Malem dolu, v bližini mejice, ki dolino ločuje od doline z jezerom. Ima premer 22,5 cm ter ni zamašena. Novembra 2012 so vrtino prekrili s kamnom, ki pa ne preprečuje poti vodi. Ta pride na površje le ob višjih vodah, saj leži višje od drugih dveh.

### Potoki

#### Potok iz kljunovega ribnika
Potok najprej teče po severnem delu kotanje, nato pa skozi grmovje in drevje do izliva v Pivko. Dno je na začetku ponekod pokrito s kamni, v grmičevju pa povsem. Ob visokih vodah ga napaja le jezero, po presahnitvi pa izvir za Kljunovim ribnikom, ki se nahaja na sotočju s potom.
Severno od male vrtine je v plitvi kotanjici izvir, ki polni potok, ta je levi pritok potoka iz Kljunovega ribnika. Izvir in dno potoka sta deloma pokrita s kamni. Ob večjih ojezeritvah voda iz izvira teče na vse strani, tudi v jezero. Malo južneje je še en izvir, ki napaja isti potok, ta se pojavi le ob večjih ojezeritvah. Voda v bistvu izhaja iz dveh razpok v betonskem vsadku male vrtine ter mezi iz zemlje okoli. Voda se razliva na vse strani, okoli velike vrtine pa naredi manjše jezerce. Voda iz teh izvirov se ob večjih fazah ojezeritve tudi izliva v sredinski potok.

#### Sredinski potok
V višjem delu spodnjega dela doline je še ena manjša kotanjica s svojim izvirom in nekaj kamni na dnu. Iz kotanjice vodi struga do severnega roba, kjer se razširi in teče v Pivko. Na dnu struge ter na njenem levem bregu leži nekaj z mahom poraščenih kamnov. Ob zelo velikih  ojezeritvah se voda iz izvira razliva na vse strani, tudi v jezero.

#### Južni potok
V izviru blizu izvira sredinskega potoka leži še ena plitva kotanjica, pokrita s kamni. Nahaja se nad izviri pri Kljunovem ribniku, v katere teče voda v potoku prosto po travniku. Ob velikih ojezeritvah se voda iz izvira razliva na vse strani, tudi v jezero.

### Faze ojezeritve
V sponji tabeli so glavne stopnje ojezerjenja, pri katerih lahko pride tudi do manjših odstopanj.
| glavna stopnja ojezeritve | manjša stopnja ojezeritve | aktivnost izvirov/potokov | obseg jezera | vodostaj vode v vrtinah/ bruhanje vode pred zamašitvijo                                                     |
| ------------------------- | ------------------------- | --- | --- | --- |
| redna manjša              | F1                        | voda mezi v zaraščenem delu sredinskega potoka izviri pri in za Kljunovem ribnikom so aktivni potok iz jezera je aktiven Ostali izviri niso aktivni                                          | jezero v manjšem obsegu na jugu manjša luža | velika: 5-60 cm pod površjem mala: do ~ 55 cm pod površjem višja: 125-180 cm pod površjem                   |
| redna manjša              | F2                        | Izvira levega pritoka potoka iz jezera postaneta aktivna voda mezi v zaraščenem delu sredinskega potoka potok iz jezera je aktiven Glavna izvira sredinskega in južnega potoka nista aktivna | jezero se poveže z lužo | velika: bruhanje vode 10 cm v zrak mala: prelivanje vode na površje višja: 95-115 cm pod površjem           |
| redna večja               | F3                        | Vsi izviri potokov so aktivni voda mezi iz nižjega dela dna jezera | jezero se povsem spoji z lužo | velika: bruhanje vode 10-20 cm v zrak mala: bruhanje vode 15-18 cm v zrak višja: 60-80 cm pod površjem      |
| velika                    | F4                        | Vsi glavni izviri so aktivni voda mezi iz tal okoli jezera | plitva voda okoli jezera, odteka v sredinski potok plitva voda povezuje jezero z jezerom v kotanji, kjer je glavni izvir sredinskega potoka jezero poplavi kotanjico, v kateri je bila luža | velika: bruhanje vode 20-55 cm v zrak mala: bruhanje vode 15-30 cm v zrak višja: voda tik pod površjem      |
| zelo velika               | F5                        | vsi glavni izviri so aktivni voda mezi iz tal okoli jezera voda mezi na višjem delu doline (Mali dol)                                                                                        | plitva voda po celem dnu nižjega dela doline voda okoli jezera se steka v sredinski in južni potok nastanejo luže ob mejici med obem deloma doline                                          | velika: bruhanje vode 60-125 cm v zrak mala: bruhanje vode 30-45 cm v zrak višja: prelivanje vode iz vrtine |

#### Praznjenje
Prvo presahnejo luže ob mejici, nato preshne višja vrtina ter mezenje iz Malega dola. Nato presahne mezenje iz tal v okolici jezera ter glavni izvir južnega potoka. Nato presahne glavni izvir sredinskega potoka. V kotanjah obeh glavnih izvirov se voda zadrži še po presahnitvi izvirov. Ob istem času presahne tudi izvir iz male vrtine. Drugi izvir levega pritoka jezera uspe zdržati do zadnje faze praznjenja, takrat presahnejo vsi izviri, kot zadnji potok pa presahne potok iz Kljunovega ribnika. Preden presahne, se v nejm zadržuje stoječa voda. Najprej presahne na delu, ki leži na travniku (zgornjem delu) ter nato presiha navzdol po strugi. Kot zadnje presahne luža, ki je bila včasih del jezera.

## Rastlinstvo
Dno kotanje Kljunovega ribnika poraščajo srednjeevropski higromezofilni nižinski travniki s prevladujočo visoko pahovko. Na obrobju dna kotanje, ki meji na reko Pivko in potok iz jezera, rastejo močvirna in barjanska vrbovja, ki so bila leta 2011 odstranjena. Dno kotanje prečka mejica ob kamnitem zidu, ki se nadaljuje ob severnem robu dna doline. Pobočja doline pokrivajo submediteranskoilirski polsuhi travniki. V nižjem delu doline je zgornji del južnega pobočja pogozden z nizkimi smrekami.

## Zemljišča
V Malem dolu (višjem delu kotanje) so bile včasih njive, kar prikazuje tudi franciscejski kataster. Od njiv so se ohranili le neizraziti jamči med ledinami, trenutno je dolina zaraščena s travniki, ki jih kosijo dvakrat letno. Leži le na enem zemljišču, to je zemljišče št. 3436/18 v katastrski občini 2509 (Bač).

## Zaščitenost & prepoznavnost

### Zaščitenost
Jezero je ekološko pomembno območje in tudi potencialno posebno varstveno območje. Je del Nature 2000 in Nature 2000 območja za ptice (IBM območje).

### Prepoznavnost
Leta 2007 je Tanja Vasilevska izvedla anketo o prepoznavnosti jezer. Anketirala je 87 prebivalcev naselij v Pivški kotlini, ki so bili različnih starosti in z različno stopnjo izobrazbe. Podatki so prikazani v spodnji tabeli.
| kraj       | % anketirancev, ki pozna jezero |
| ---------- | ------------------------------- |
| Postojna   | 0                               |
| Prestranek | 0                               |
| Žeje       | 0                               |
| Petelinje  | 7,7                             |
| Pivka      | 0                               |
| Klenik     | 0                               |
| Palčje     | 7,7                             |
| Knežak     | 16,7                            |
| Zagorje    | 63,6                            |
| Bač        | 50                              |
| Šembije    | 14,3                            |

Jezero spada med najslabše poznana jezera.